# Microphis leiaspis
Microphis leiaspis är en fiskart som först beskrevs av Pieter Bleeker 1853.  Microphis leiaspis ingår i släktet Microphis och familjen kantnålsfiskar. IUCN kategoriserar arten globalt som livskraftig. Inga underarter finns listade i Catalogue of Life.